# Marian Oslislo

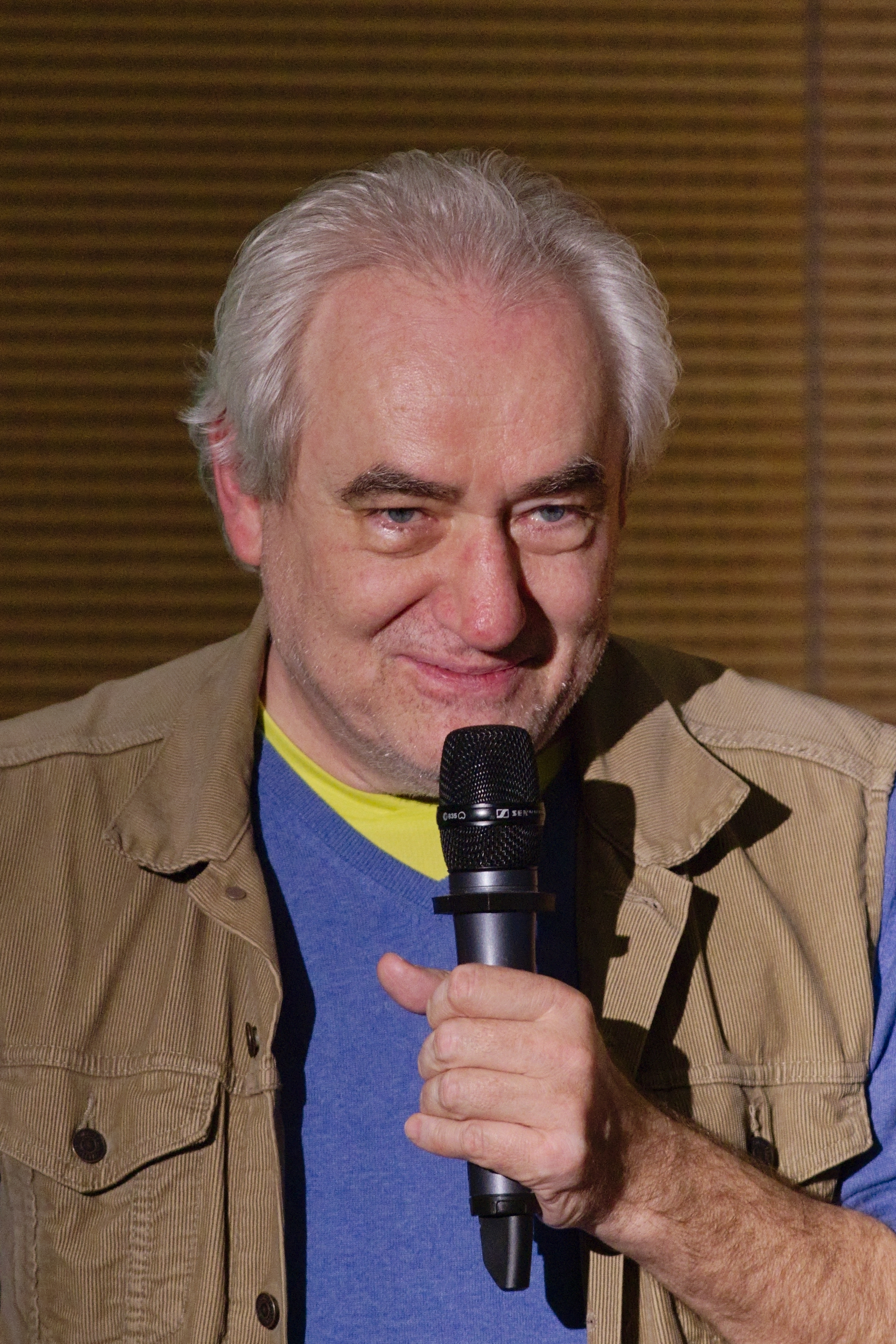
Marian Oslislo (2024)

Marian Oslislo (* 5. Juni 1955 in Zabrze) ist Professor der Akademie der Bildenden Künste Kattowitz. Er unterrichtet Grafik und Produktion (Plakat, Logo).

## Biografie
Marian Oslislo studierte an der Akademie der Bildenden Künste Kattowitz (damals Unterabteilung der Kunstakademie in Krakau). Von 2005 bis 2012 war er Rektor der Akademie der Bildenden Künste Kattowitz, wo er auch die Neue Medien unterrichtet.
Seine Plakate, Designgrafiken und Publikationen sind in mehreren kollektiven und individuellen Ausstellungen im In- und Ausland präsentiert. Er ist Initiator und Gründer der Association of Jazz Zabrze und Organisator des seit 1998 bestehenden „JAZ-Festivals für Improvisierte Musik“, das jedes Jahr in mehreren Städten in Schlesien stattfindet.